# نوربرت شولتس
نوربرت شولتس (بالألمانية: Norbert Schultze)‏ (و. 1911 – 2002 م) هو ملحن، وممثل، وموزع (موسيقى)، ومؤلفو موسيقى تصويرية، ومخرج أفلام، وكاتب سيناريو ألماني، ولد في براونشفايغ، كان عضوًا في الحزب النازي، توفي في باد تولتس، عن عمر يناهز 91 عاماً.

## وصلات خارجية
- نوربرت شولتس على موقع IMDb (الإنجليزية)
- نوربرت شولتس على موقع مونزينجر (الألمانية)
- نوربرت شولتس على موقع ألو سيني (الفرنسية)
- نوربرت شولتس على موقع ميوزك برينز (الإنجليزية)
- نوربرت شولتس على موقع أول موفي (الإنجليزية)
- نوربرت شولتس على موقع قاعدة بيانات برودواي على الإنترنت (الإنجليزية)
- نوربرت شولتس على موقع قاعدة بيانات الأفلام السويدية (السويدية)
- نوربرت شولتس على موقع ديسكوغز (الإنجليزية)
- نوربرت شولتس على موقع قاعدة بيانات الفيلم (الإنجليزية)
- نوربرت شولتس على موقع كينوبويسك (الروسية)